# 2,4-ジクロロベンゾイルCoAレダクターゼ
2,4-ジクロロベンゾイルCoAレダクターゼ（2,4-dichlorobenzoyl-CoA reductase）は、次の化学反応を触媒する酸化還元酵素である。
4-クロロベンゾイルCoA + NADP+ + HCl {\displaystyle \rightleftharpoons } 2,4-ジクロロベンゾイルCoA + NADPH + H+
反応式の通り、この酵素の基質は4-クロロベンゾイルCoAとNADP+とHCl、生成物は2,4-ジクロロベンゾイルCoAとNADPHとH+である。
組織名は4-chlorobenzoyl-CoA:NADP+ oxidoreductase (halogenating)である。